# Sclérostéose
La sclérostéose est la forme la plus grave de la mutation du gène SOST situé sur le locus q12-q21 du chromosome 17 codant la sclérostine. L'autre forme est la maladie de Van Buchem. Cette maladie est aussi appelée hyperostose corticale - syndactylie.
Cette maladie est à transmission autosomique récessive.